# Chionea carolus
Chionea carolus là một loài ruồi trong họ Limoniidae. Chúng phân bố ở miền Tân bắc.